# Denise Jannah
Denise Jannah, artiestennaam van Denise Johanna Zeefuik (Paramaribo, 5 november 1956), is een Nederlands zangeres en zangpedagoge van Surinaamse afkomst.
Ze zong in haar debuutjaar 1991 al op het North Sea Jazz Festival en werd twee jaar later voor haar tweede album bekroond met haar eerste Edison. Als eerste Nederlandse muzikant slaagde ze erin een platencontract te tekenen bij het prestigieuze label Blue Note. Ze treedt wereldwijd op voor hoogwaardigheidsbekleders en met beroemde jazzmusici.

## Biografie
Ze werd geboren als de oudste van vier dochters van dominee Karel Zeefuik. In het midden van de jaren zeventig verhuisde ze naar Nederland, waar ze rechten ging studeren aan de Universiteit Utrecht. Ze verruilde deze studie voor het conservatorium in Hilversum en studeerde daar af in zang en zangpedagogiek.
Tijdens haar studie, vanaf 1982, maakte ze korte tijd deel uit van de discoformatie Fruitcake. Een jaar later speelde ze samen met jazzmusicus David de Marez Oijens en medio jaren tachtig met Saskia Laroo. Van 1989 tot 1990 speelde ze een belangrijke rol in de musical A night at the cotton club. In 1991 bracht ze haar eerste album uit. In datzelfde jaar trad ze voor het eerst op het North Sea Jazz Festival op. In 1993 verscheen haar tweede album. Ze kreeg voor dit album een Edison.
In 1995 werd ze als eerste Nederlandse jazzmusicus gecontracteerd door het prestigieuze jazzlabel Blue Note Records. Een jaar later vond de première plaats van een documentaire over haar die gemaakt werd gemaakt door Hans Hylkema onder de titel Denise Jannah, new lady in jazz.

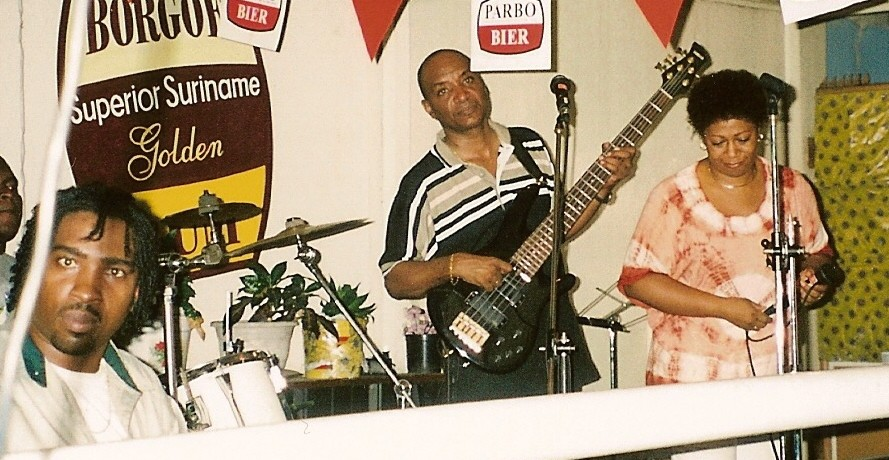
Denise Jannah tijdens een jamsessie bij Het Vat te Paramaribo, 2002

Vanaf 1997 werkte ze samen met Willem Breuker en diens Willem Breuker Kollektief. In 2004 bracht ze een album met vocale gedichten uit onder de titel Gedicht gezongen.
In 2005 speelde ze een rol in de aflevering My funny valentine in de televisieserie Grijpstra & De Gier. Jannah is lid van het comité van aanbeveling van de Stichting Kunstwerken Leo Glans.
Zij trad over de gehele wereld op en rekent tot haar publiek hoogwaardigheidsbekleders als het vorige en huidige Nederlandse koninklijke paar en de presidenten Venetiaan (Suriname), Clinton (Amerika) en Mandela (Zuid-Afrika).
Ze won een aantal belangrijke prijzen, waaronder twee Edisons (Nederland), een gouden Orpheus (Bulgarije) en de Bata Anastasijević-prijs (Servië). In 2009 werd ze benoemd tot ridder in de Orde van Oranje-Nassau.
- Gemeinsame Normdatei: 134416554
- International Standard Name Identifier: 0000 0000 5548 3450
- Library of Congress Control Number: no98022231
- MusicBrainz: 523b9c07-9477-4c47-a10c-519b08db87cc
- Nederlandse Thesaurus van Auteursnamen: 102571775
- Réseau des bibliothèques de Suisse occidentale: 02-A006400037
- Virtual International Authority File: 58692521
- WorldCat: E39PBJp9vbmv7kDwkhrwW4MVmd